# عبد الرحمن السفرجلاني
عبد الرحمن بن محمد عيد السفرجلاني (1295 - 1392 هـ / 1878 - 1972 م) هو مدرس ومربي سوري.

## حياته وتعليمه
ولد عبد الرحمن السفرجلاني في دمشق عام 1878م. تلقى تعليمه في دمشق ثم التحق بكلية العلوم في إسطنبول، حيث تخرج منها عام 1900م. بعد تخرجه، عُيّن للتدريس في حلب، ومن ثم تنقل بين المعاهد والمدن السورية.

## نشاطه المهني والاجتماعي
عُرف السفرجلاني بنشاطه الكبير في الجمعيات السرية العربية قبل الحرب العالمية الأولى، الأمر الذي أدى إلى سجنه للتحقيق معه لمدة تزيد على الشهرين في ديوان "عاليه" العرفي. بعد انتهاء الحرب، واصل السفرجلاني نشاطه التعليمي والتربوي وشارك في تأسيس عدة جمعيات خيرية. أحيل إلى التقاعد في عام 1933م، لكنه استمر في نشاطاته الاجتماعية والتربوية.

## مؤلفاته
ألّف السفرجلاني كتبًا مدرسية عديدة، نُشر منها نحو عشرين كتابًا، كان أبرزها كتاب "التاريخ الطبيعي". كما وضع سلسلة من الكتب التعليمية في مجالات العلوم الرياضية والطبيعية والأدبية والوطنية والماسونية، قبل أن يترك الماسونية لاحقًا. كما له مؤلفات مخطوطة أخرى لم تُنشر بعد.

## وفاته
توفي عبد الرحمن السفرجلاني في دمشق عام 1972م عن عمر يناهز 94 عامًا.